# Shenzhen Open
El Torneig de Shenzhen, també conegut com a Shenzhen Gemdale Open, és un torneig de tennis professional que es disputa sobre pista dura. Actualment pertany als torneigs International Tournaments del circuit WTA femení. Se celebra al gener en el complex Shenzhen Longgang Tennis Center de Shenzhen, Xina.
El torneig es va crear l'any 2013 com a preparació del primer Grand Slam de l'any, l'Open d'Austràlia.

## Palmarès

### Individual femení
| Any               | Campiona                                          | Finalista                                         | Resultat                                          |
| ----------------- | ------------------------------------------------- | ------------------------------------------------- | ------------------------------------------------- |
| WTA 250           |                                                   |                                                   |                                                   |
| 2021              | Torneig suspès a causa de la pandèmia de COVID-19 | Torneig suspès a causa de la pandèmia de COVID-19 | Torneig suspès a causa de la pandèmia de COVID-19 |
| WTA International |                                                   |                                                   |                                                   |
| 2020              | Ekaterina Alexandrova                             | Ielena Ribàkina                                   | 6−2, 6−4                                          |
| 2019              | Arina Sabalenka                                   | Alison Riske                                      | 4−6, 7−6(2), 6−3                                  |
| 2018              | Simona Halep (2)                                  | Kateřina Siniaková                                | 6−1, 2−6, 6−0                                     |
| 2017              | Kateřina Siniaková                                | Alison Riske                                      | 6−3, 6−4                                          |
| 2016              | Agnieszka Radwańska                               | Alison Riske                                      | 6−3, 6−2                                          |
| 2015              | Simona Halep                                      | Timea Bacsinszky                                  | 6−4, 6−2                                          |
| 2014              | Li Na (2)                                         | Peng Shuai                                        | 6−4, 7−5                                          |
| 2013              | Li Na                                             | Klára Zakopalová                                  | 6−3, 1−6, 7−5                                     |

### Dobles femenins
| Any               | Campiones                                         | Finalistes                                        | Resultat                                          |
| ----------------- | ------------------------------------------------- | ------------------------------------------------- | ------------------------------------------------- |
| WTA 250           |                                                   |                                                   |                                                   |
| 2021              | Torneig suspès a causa de la pandèmia de COVID-19 | Torneig suspès a causa de la pandèmia de COVID-19 | Torneig suspès a causa de la pandèmia de COVID-19 |
| WTA International |                                                   |                                                   |                                                   |
| 2020              | Barbora Krejčíková Kateřina Siniaková             | Duan Yingying Zheng Saisai                        | 6−2, 3−6, [10−4]                                  |
| 2019              | Peng Shuai Yang Zhaoxuan                          | Duan Yingying Renata Voráčová                     | 6−4, 6−3                                          |
| 2018              | Irina-Camelia Begu Simona Halep                   | Barbora Krejčíková Kateřina Siniaková             | 1−6, 6−1, [10−8]                                  |
| 2017              | Andrea Hlaváčková Peng Shuai                      | Raluca Olaru Olga Savchuk                         | 6−1, 7−5                                          |
| 2016              | Vania King Monica Niculescu                       | Xu Yifan Zheng Saisai                             | 6−1, 6−4                                          |
| 2015              | Liudmila Kitxenok Nadiia Kitxenok                 | Liang Chen Wang Yafan                             | 6−4, 7−6(6)                                       |
| 2014              | Monica Niculescu Klára Zakopalová                 | Liudmila Kitxenok Nadiia Kitxenok                 | 6−3, 6−4                                          |
| 2013              | Chan Hao-ching Chan Yung-jan                      | Irina Buriatxok Valéria Soloviova                 | 6−0, 7−5                                          |